# Sidi Ahmed (Saïda)
Pour les articles homonymes, voir Sidi Ahmed.
Sidi Ahmed est une commune de la wilaya de Saïda en Algérie.